# Cornelius Johannes Themmen
Cornelius Johannes Themmen, auch Cornelis Johannes Themmen (* 9. November 1795 in Deventer; † 18. September 1888 ebenda) war ein niederländischer Mediziner und praktischer Arzt in Deventer.

## Leben
Cornelius Johannes Themmen studierte Medizin, promovierte 1817 mit seiner Dissertation Historiam epidemiae morbillosae, Groningae anno 1816 observatae, exhibens an der Universität Groningen und wirkte anschließend als praktischer Arzt in Deventer. 
Am 28. November 1826 wurde Cornelius Johannes Themmen unter der Präsidentschaft des Mediziners Christian Gottfried Daniel Nees von Esenbeck mit dem akademischen Beinamen Driessen unter der Matrikel-Nr. 1313 als Mitglied in die Kaiserliche Leopoldino-Carolinische Akademie der Naturforscher aufgenommen.

## Schriften
- Dissertatio medica inauguralis, historiam epidemiae morbillosae, Groningae anno 1816 observatae, exhibens. Oomkens, Groningae, 1817 (Digitalisat)